# Maddalena (nome)
Maddalena  è un nome proprio di persona italiano femminile.

## Varianti
- Femminili: Magdalena[3][4]
  - Ipocoristici: Magda[3][4], Magdala[4], Madda[4], Maida[4], Lena[1][2]
  - Composti: Maria Maddalena
- Maschili: Maddaleno[4], Magdaleno[4]
  - Ipocoristici: Magdo[3][4]

### Varianti in altre lingue
- Basco: Maialen[1], Matale[5], Malen[5]
- Bulgaro: Магдалена (Magdalena)[1]
- Catalano: Magdalena[5]
- Ceco: Magdaléna[1], Magdalena[1]
- Croato: Magdalena[1]
- Danese: Magdalene[1], Magdalone[1]
- Finlandese: Matleena[1], Magdalena[1]
- Francese: Madeleine[1][4], Madeline[1], Magali[1], Magalie[1]
- Galiziano: Magdalena[5]
- Greco biblico: Μαγδαλήνη (Magdalene)[1][3][6]
- Inglese: Magdalene[1][4][6], Magdalena[1], Magdalen[1], Madeleine[1], Madeline[1]
- Irlandese: Madailéin[1], Mhaigdiléana
- Islandese: Magdalena
- Latino: Magdalene[1], Magdalena[2][3][6]
- Lettone: Magdalēna
- Ligure: Maddæña[7]
- Lituano: Magdalietė
- Macedone: Магдалена (Magdalena)[1]
- Norvegese: Magdalena[1]
- Occitano: Magdalena[1]
- Olandese: Magali[1], Magdalena[1]
- Polacco: Magdalena[1]
- Portoghese: Madalena[1]
- Rumeno: Mădălina[1], Magdalena[1]
  - Maschili: Mădălin
- Russo: Магдалина (Magdalina)[4]
- Slovacco: Magdaléna[1]
- Sloveno: Magdalena[1]
- Spagnolo: Magdalena[1][4][5]
- Svedese: Magdalena[1]
- Tedesco: Magdalene[1][4], Magdalena[1]
- Ungherese: Magdolna[1], Magdaléna[1]

### Forme alterate e ipocoristiche
Nelle varie lingue in cui è diffuso, il nome conta un gran numero di ipocoristici: tra questi si annoverano, oltre a Magda e a Lena (con relative varianti), diffusi in numerosissime lingue, le seguenti forme:
- Ceco: Alena[1], Lenka[1], Malena[1]
- Croato: Majda[1], Manda[1], Mandica[1]
- Danese: Lone[1], Malene[1]
- Finlandese: Malin[1]
- Inglese: Maddy[8], Maddie[8]
- Ligure: Manena, Manin[7], Manenin[9]
- Norvegese: Malene[1], Malin[1]
- Slovacco: Alena[1], Lenka[1]
- Sloveno: Alena[1], Majda[1]
- Spagnolo: Malena[1]
- Svedese: Malin[1], Malena[1]
- Tedesco: Alena[1]
- Ungherese: Duci[1]

Va notato che alcune di queste forme, nello specifico Lena, Lenka e Alena, possono costituire abbreviazioni anche del nome Elena.

## Origine e diffusione

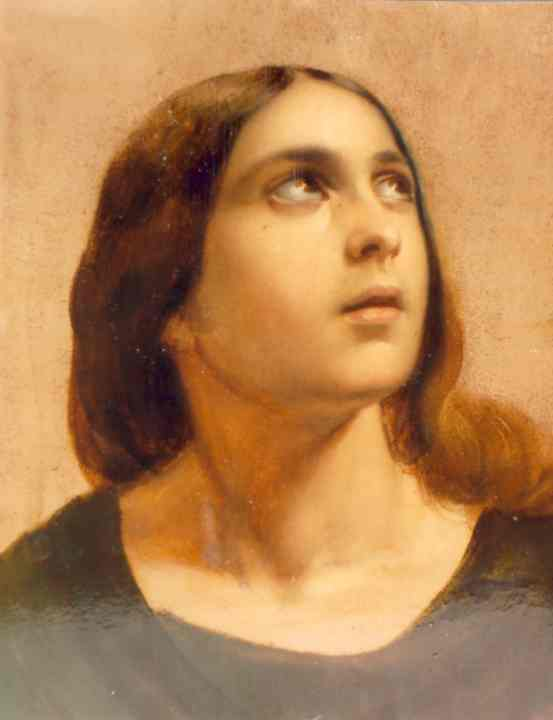
Maria Maddalena, di Gheorghe Tattarescu

Deriva dal termine greco biblico Μαγδαλήνη (Magdalene), oppure da un corrispondente termine ebraico, che significa "[donna abitante] di Magdala", "[donna proveniente] da Magdala" (Magdala è una località situata a nord di Tiberiade, il cui nome deriva dall'aramaico Maghdela o mighdal, "torre").
Maddalena è l'epiteto di Maria Maddalena, detta appunto anche "Maria di Magdala", un personaggio del Nuovo Testamento, la più nota e importante tra le discepole donne di Gesù; popolarissima durante il Medioevo, in quel periodo, grazie alla sua figura, cominciò a diffondersi l'uso di Maddalena come nome proprio di persona. Altre sante con questo nome hanno poi contribuito a consolidarne l'uso.
In italiano sono registrate alcune forme maschili, comunque assai poco diffuse.

## Onomastico
L'onomastico si festeggia, sia per i cattolici che per gli ortodossi, il 22 luglio in onore di santa Maria Maddalena. Con questo nome la Chiesa cattolica ricorda anche diverse altre sante e beate, fra le quali, alle date seguenti:
- 10 aprile, santa Maddalena di Canossa, vergine[11]
- 13 maggio, beata Maddalena Albrici, badessa agostiniana
- 25 maggio, santa Maria Maddalena de' Pazzi, vergine[11]
- 25 maggio, santa Maddalena Sofia Barat, vergine e fondatrice della Società del Sacro Cuore di Gesù[10][11]
- 26 giugno, beata Marie-Madeleine Fontaine, una delle martiri di Arras[11]
- 29 giugno, santa Maddalena Du Fengju, martire con Maria Du Tianshi a Dujiadun (Hebei, Cina)[11]
- 16 luglio, santa Maria Maddalena Postel, religiosa[11]
- 20 luglio, santa Maddalena Yi Yŏng-hŭi, martire con altri sette compagni a Seul[11]
- 27 luglio, beata Maria Maddalena Martinengo, cappuccina[11]
- 15 ottobre, santa Maddalena di Nagasaki, martire[11]

## Persone

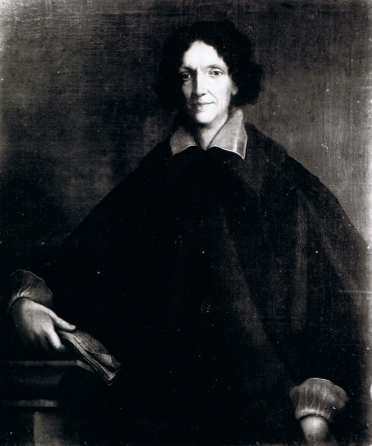
Maddalena Campiglia

- Maddalena di Canossa, religiosa e santa italiana
- Maddalena di Svezia, principessa di Svezia e duchessa di Hälsingland e Gästrikland
- Maddalena di Valois, principessa di Viana e reggente del regno di Navarra
- Maddalena Balsamo, attrice italiana
- Maddalena Campiglia, poetessa italiana
- Maddalena Casulana, compositrice, liutista e cantante italiana
- Maddalena Corvaglia, showgirl italiana
- Maddalena Crippa, attrice italiana
- Maddalena de' Medici, nobildonna italiana
- Maddalena Laura Sirmen, compositrice, cantante lirica e musicista italiana

### Variante Magdalena

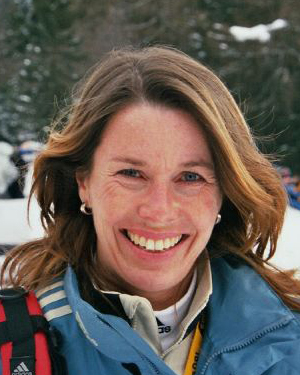
Magdalena Forsberg

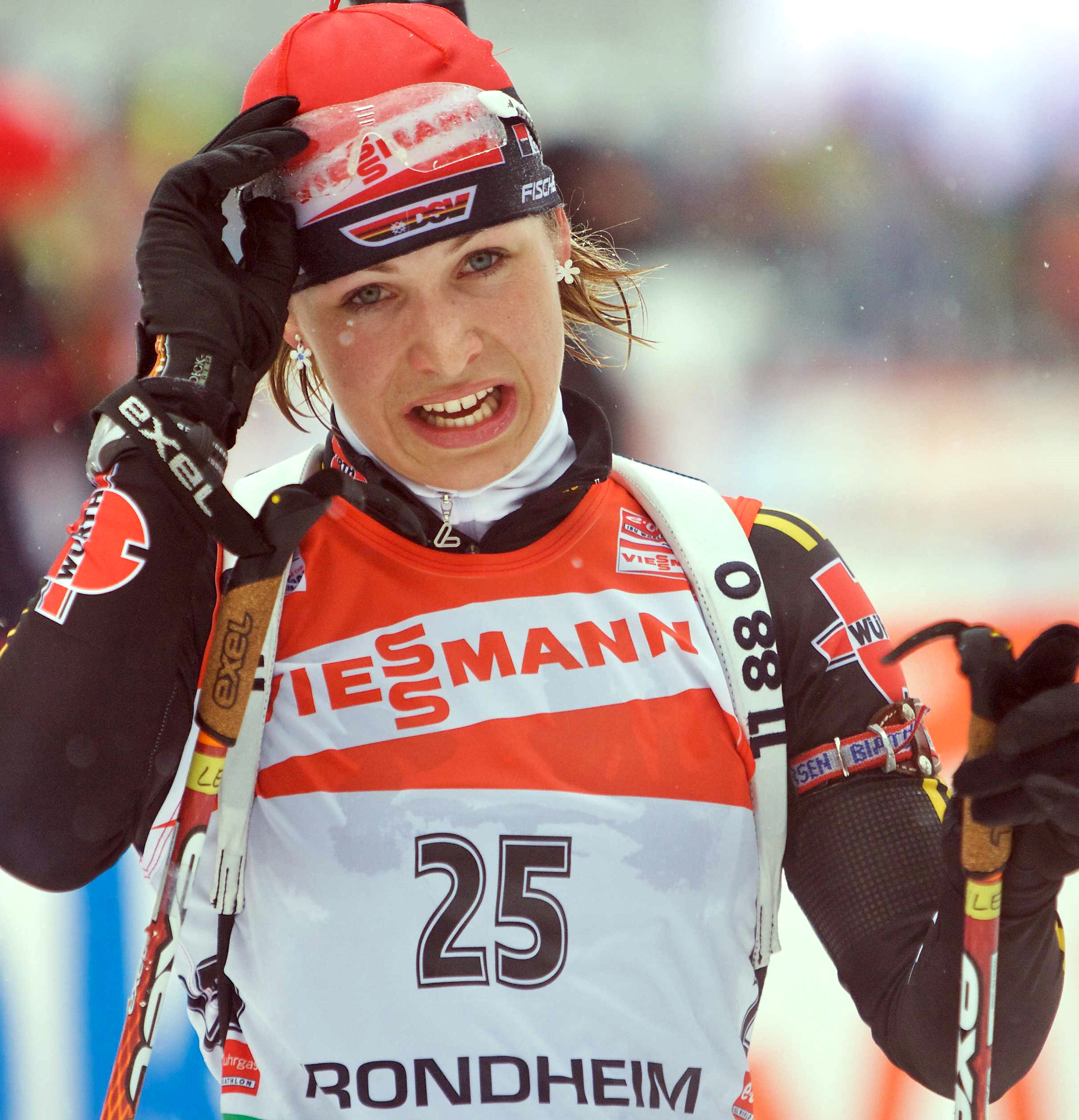
Magdalena Neuner

- Magdalena Abakanowicz, scultrice polacca
- Magdalena Bartoș, schermitrice rumena
- Magdalena Fjällström, sciatrice alpina svedese
- Magdalena Forsberg, fondista e biatleta svedese
- Magdalena Frackowiak, modella polacca
- Magdalena Graaf, modella e cantante svedese
- Magdalena Grabowska, schermitrice polacca
- Magdalena Grochowska, attrice polacca
- Magdalena Grzybowska, tennista polacca
- Magdalena Jetelová, scultrice e fotografa ceca
- Magdalena Jeziorowska, schermitrice polacca
- Magdalena Leciejewska, cestista polacca
- Magdalena Maleeva, tennista bulgara
- Magdalena Mroczkiewicz, schermitrice polacca
- Magdalena Neuner, biatleta tedesca
- Magdalena Pajala, fondista svedese
- Magdalena Piekarska, schermitrice polacca
- Magdalena Saad, pallavolista polacca
- Magdalena Sędziak, pentatleta polacca
- Magdalena Szryniawska, pallavolista polacca
- Magdalena Tul, cantante polacca

### Variante Madeleine

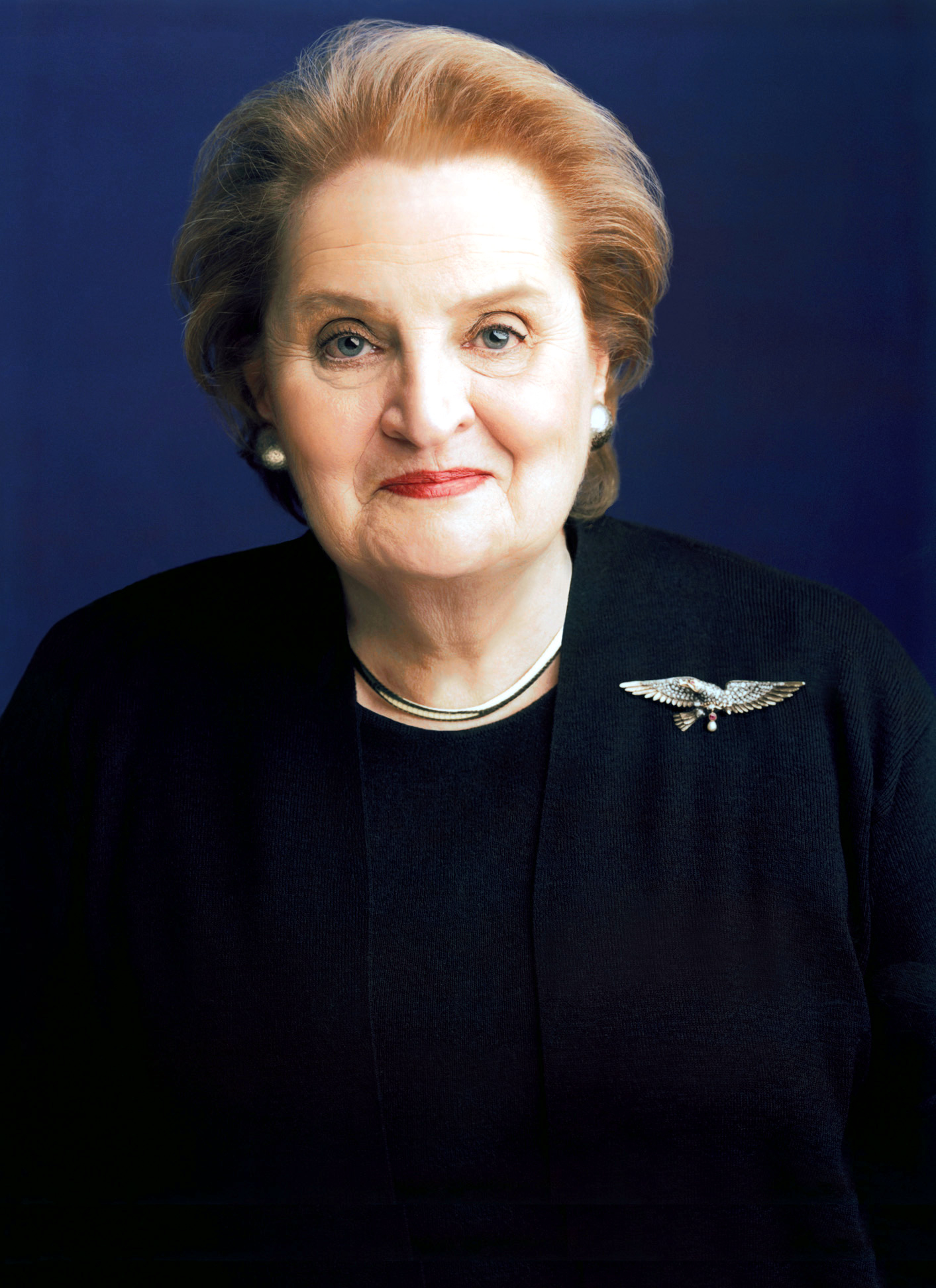
Madeleine Albright

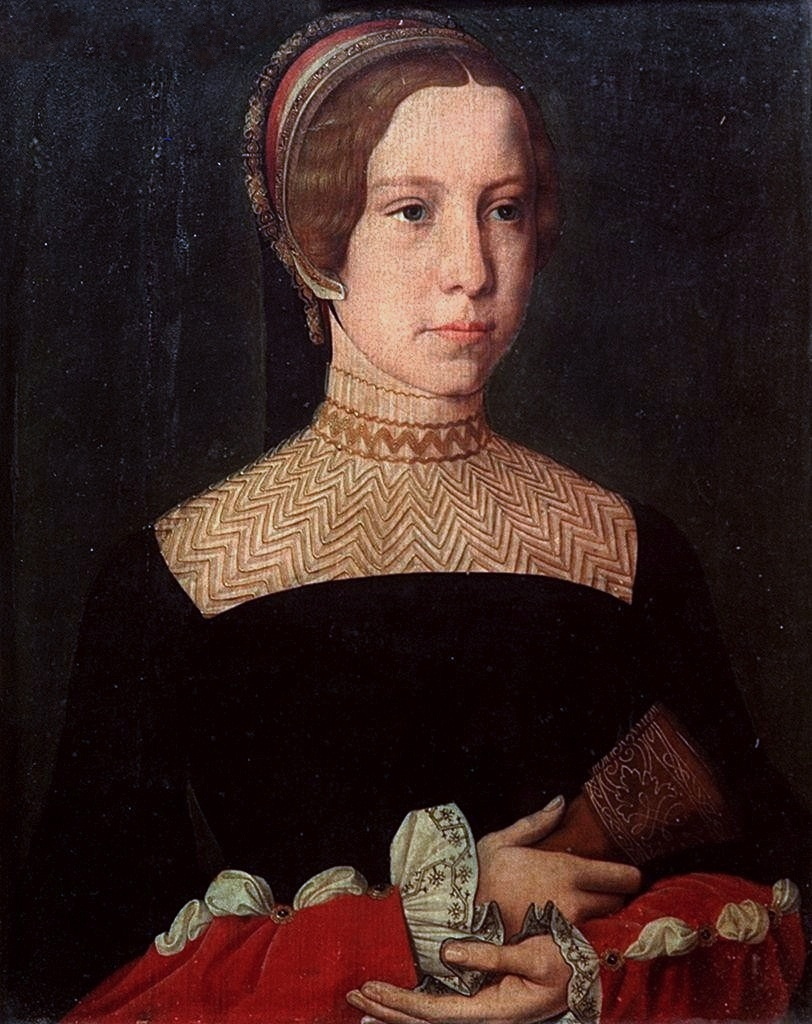
Madeleine de La Tour d'Auvergne

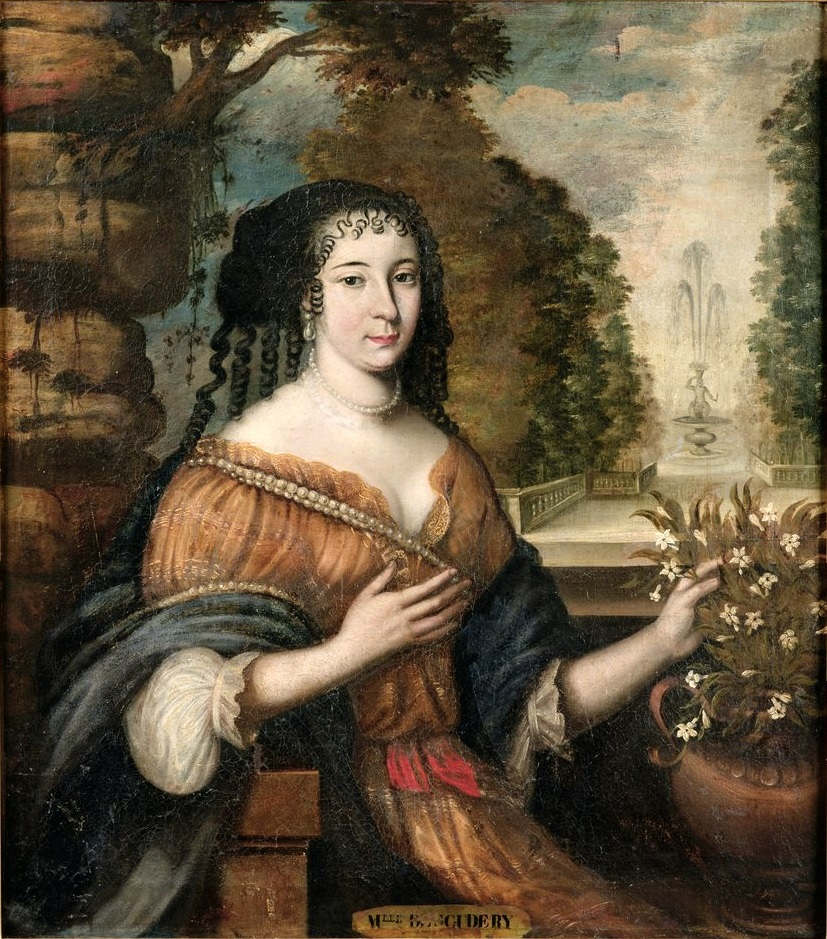
Madeleine de Scudéry

- Madeleine Albright, politica statunitense
- Madeleine-Sophie Barat, religiosa e santa francese
- Madeleine Bordallo, politica e personaggio televisivo statunitense
- Madeleine Bourdouxhe, scrittrice belga
- Madeleine Béjart, attrice teatrale francese
- Madeleine Carroll, attrice britannica naturalizzata statunitense
- Madeleine de La Tour d'Auvergne, moglie di Lorenzo II de' Medici
- Madeleine Delbrêl, mistica, assistente sociale e poetessa francese
- Madeleine de Scudéry, scrittrice francese
- Madeleine de Souvré de Sablé, scrittrice francese
- Madeleine Dupont, giocatrice di curling danese
- Madeleine Fournier-Sarlovèze, golfista francese
- Madeleine Hartog Bell, modella peruviana
- Madeleine M. Kunin, politica svizzera naturalizzata statunitense
- Madeleine LeBeau, attrice francese
- Madeleine L'Engle, scrittrice statunitense
- Madeleine Madden, attrice australiana
- Madeleine Martin, attrice statunitense
- Madeleine McCann, bambina britannica vittima di un caso di cronaca
- Madeleine Mourgues, modella francese
- Madeleine Ouellette-Michalska, scrittrice canadese
- Madeleine Peyroux, cantautrice statunitense
- Madeleine Philion, schermitrice canadese
- Madeleine Renaud, attrice francese
- Madeleine Sherwood, attrice e attivista canadese
- Madeleine Stowe, attrice statunitense
- Madeleine Vionnet, stilista francese

### Variante Madeline

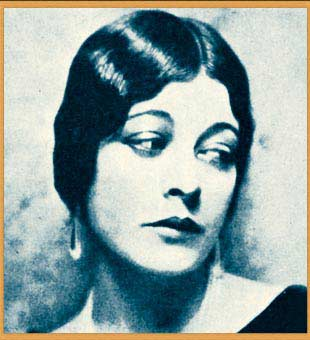
Madeline Hurlock

- Madeline Carroll, attrice statunitense
- Madeline Hurlock, attrice statunitense
- Madeline Kahn, attrice statunitense
- Madeline Manning, atleta statunitense
- Madeline Zima, attrice statunitense

### Variante Magdolna
- Magdolna Nyári-Kovács, schermitrice ungherese
- Magdolna Rúzsa, cantante ungherese
- Magdolna Szabics, cestista ungherese

### Variante Magali

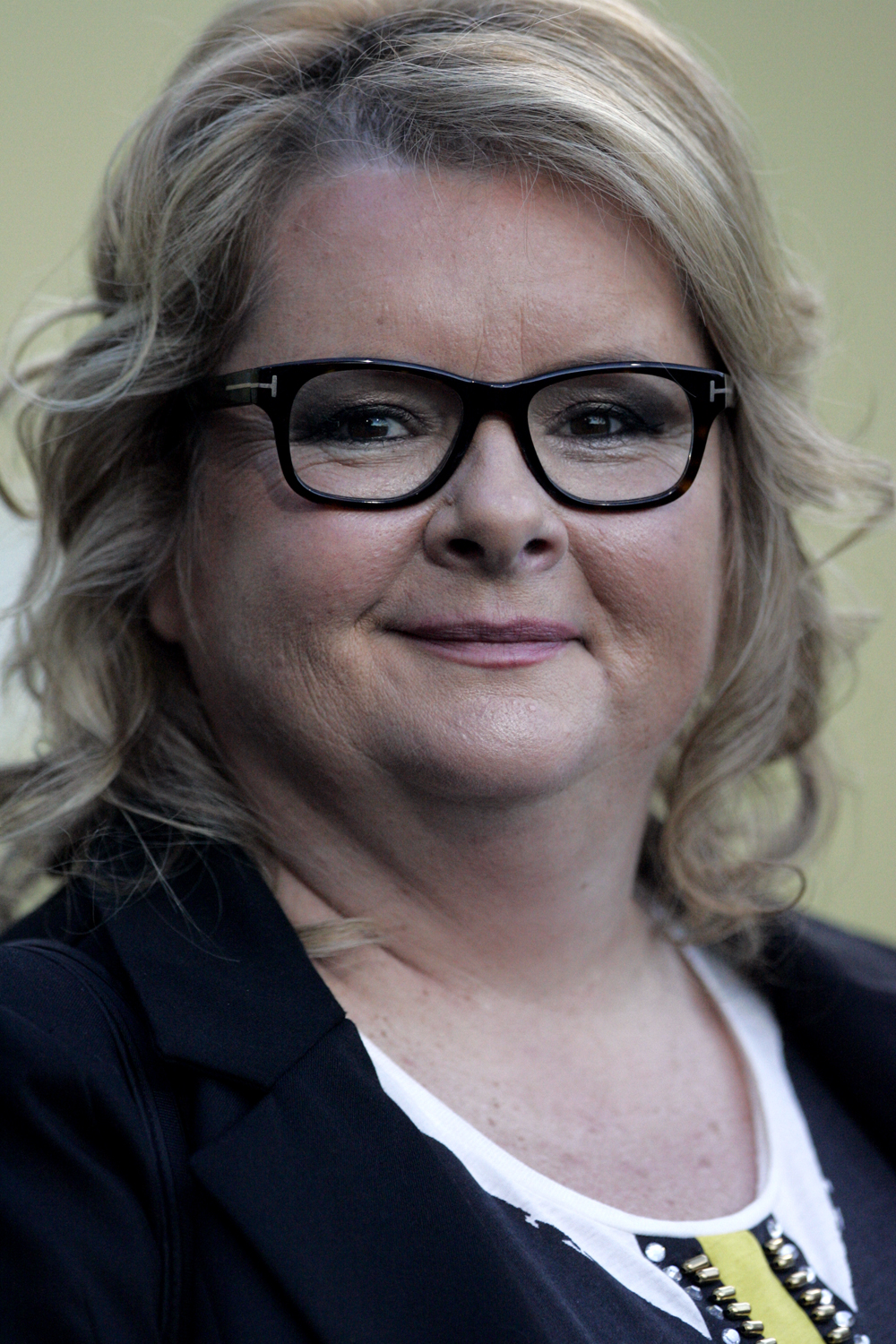
Magda Szubanski

- Magali Carrier, schermitrice francese
- Magali Messmer, triatleta svizzera
- Magali Noël, attrice francese

### Variante Magda
- Magda Aelvoet, politica belga
- Magda Apanowicz, attrice canadese
- Magda Culotta, politica italiana
- Magda Genuin, fondista italiana

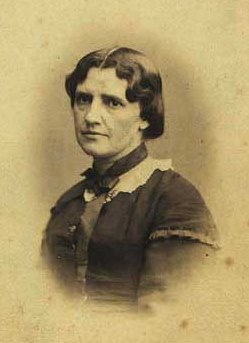
Magdalene Thoresen

- Magda Goebbels, moglie di Joseph Goebbels
- Magda Gomes, showgirl e modella brasiliana
- Magda Julin, pattinatrice artistica su ghiaccio svedese
- Magda Konopka, attrice e modella polacca
- Magda Maros, schermitrice ungherese
- Magda Negri, politica italiana
- Magda Olivero, soprano italiano
- Magda Olivetti, traduttrice e germanista italiana
- Magda Schneider, attrice tedesca
- Magda Szabó, scrittrice ungherese
- Magda Szubanski, attrice australiana
- Magda Zsabka, schermitrice ungherese

### Altre varianti
- Malin Åkerman, attrice e cantante svedese naturalizzata canadese
- Malena Alterio, attrice argentina
- Malena Ernman, cantante svedese
- Mădălina Diana Ghenea, modella e attrice rumena
- Mădălina Gojnea, tennista rumena
- Madelene Sagström, golfista svedese
- Magdalen Nabb, scrittrice britannica
- Magdaléna Rybáriková, tennista slovacca
- Magdalene Thoresen, drammaturga norvegese naturalizzata danese

## Il nome nelle arti
- Magdalena è un personaggio dei fumetti della Top Cow.
- Maddalena Cecconi è la protagonista del film del 1951 Bellissima, diretto da Luchino Visconti.
- Magda Ghiglioni in Zòccano (come viene definita con ufficialità in una scena) è un personaggio del film del 1981 Bianco, rosso e Verdone, diretto da Carlo Verdone.
- Maddalena è un personaggio del film del 1987 La famiglia, diretto da Ettore Scola.
- Magalie è un personaggio del film del 2011 Quasi amici - Intouchables, diretto da Olivier Nakache ed Éric Toledano.
- Madeline Fenton è un personaggio della serie animata Danny Phantom.
- Maddalena Sterling è un personaggio della soap opera CentoVetrine.
- In campo musicale, le diverse varianti del nome hanno ispirato le canzoni: Non sono Maddalena di Rosanna Fratello, Maria Maddalena di Afric Simone e (I'll Never Be) Maria Magdalena di Sandra.